# Andrea Franco
Andrea Franco (Roma, 13 gennaio 1977) è uno scrittore italiano.

## Biografia
Dopo la maturità scientifica, ha studiato lettere alla Sapienza di Roma, appassionandosi alla linguistica e alla filologia. Suona il pianoforte ed è iscritto alla SIAE con qualifica "compositore e autore" dal 1996. Dopo alcuni racconti pubblicati, ha esordito come romanziere dando alle stampe Nella bolla (Giraldi, 2008), quindi l'anno successivo si è cimentato nel fantasy con il romanzo breve Il signore del canto (Delos Books, collana Storie di Draghi, Maghi e Guerrieri, 2009). Ha pubblicato diversi articoli in appendice ai romanzi della collana Il Giallo Mondadori, e dal 2011 cura una serie di pubblicazioni sulla scrittura fantasy per la rivista letteraria Writers Magazine Italia. Nel 2013 ha vinto il Premio Tedeschi con il giallo storico L'odore del peccato. Sempre per Mondadori ha scritto romanzi e racconti con lo pseudonimo Rey Molina, serie El Asesino (Segretissimo Mondadori). La figura del monsignor Verzi è molto vicina al modo di pensare dell'autore.
Subito dopo il terremoto del 24 agosto 2016 nel centro Italia, lo scrittore ha promosso l'iniziativa "Io scrivo per voi", realizzando un ebook che riunisce quasi trecento autori (tra cui molti professionisti della scrittura), per raccogliere fondi per la ricostruzione.
Nel 2018 ha lavorato per la prima volta per il teatro, con due spettacoli: Avrei voluto essere, in scena al Teatro Petrolini di Roma (spettacolo per il quale ha composto anche le musiche), con protagonista l'attrice Valentina Corti e Lui torna sempre, scritto appositamente per un concorso per monologhi.

## Riconoscimenti
- 2005 - Nero Premio - X edizione, con il racconto La buonanotte del demone.
- 2008 - Premio Delitto d'Autore, con il romanzo Fata Morgana, scritto insieme con Enrico Luceri.
- 2013 - Premio Tedeschi, con il romanzo L'odore del peccato.
- 2020 - Premio Settimia Spizzichino e gli anni rubati, con il monologo breve Nessuno dimentica i folli
- 2021 - Rassegna Teatrale Laccio Rosso - Stop al femminicidio, premio Miglior Testo (Sulla Luna anche il dolore è più leggero)

## Opere

### Pubblicazioni a nome Andrea Franco

#### Romanzi serie di Monsignor Verzi
- 2013 - L'odore del peccato (Mondadori - Il Giallo Mondadori n. 3092)
- 2016 - L'odore dell'inganno (Mondadori - Il Giallo Mondadori n. 3139)
- 2017 - Il peccato e l'inganno (Mondadori - Oscar Gialli - include i due romanzi usciti in precedenza nella collana Il Giallo Mondadori)
- 2022 - L'odore della Rivoluzione (Mondadori - Il Giallo Mondadori n. 3219)

#### Racconti serie di Monsignor Verzi
- 2013 - L'odore del dolore (Mondadori - Giallo 24, Il Giallo Mondadori Extra n. 14)
- 2014 - L'odore del silenzio (Mondadori - Classici del Giallo Mondadori n. 1344)
- 2014 - L'odore del caldo (Delos Books - 365 racconti d'estate)
- 2015 - L'odore del gelo (Mondadori - Delitti in giallo, Il Giallo Mondadori Extra n. 23)
- 2019 - L'odore del disprezzo (Mondadori - Delitti al museo, Il Giallo Mondadori n. 3177)
- 2020 - L'odore del ricordo (Mondadori - Assassinii sull'Orient Express, Il Giallo Mondadori Extra n. 33)

#### Altri romanzi
- 2008 - Nella bolla (Giraldi)
- 2009 - Il signore del canto (Delos Books)
- 2017 - Senza preavviso (Mondoscrittura)
- 2019 - Il sorriso del diavolo (Mondadori - Lo sguardo del Diavolo, Il Giallo Mondadori Extra n. 31)
- 2022 - Negli occhi di Hanya (Delos Digital, nuova edizione del romanzo Senza Preavviso)

#### Altri romanzi (in ebook)
- 2013 - Lo sguardo del diavolo (Delos Digital)
- 2014 - Lungo la via del pensiero (Delos Digital)
- 2014 - Il grande protettore - Il canto delle armi vol. 1 (Delos Digital)
- 2014 - Il canto nero - Il canto delle armi vol. 2 (Delos Digital)
- 2014 - 1849: guerra, delitti, passione (Delos Digital)
- 2015 - Fata Morgana (Delos Digital) - Scritto insieme a Enrico Luceri

#### Altri racconti
- 2010 - Più nessuno è incolpevole (in Delitto capitale, Aa.Vv., Hobby & Work)
- 2012 - La signora delle storie (in appendice a I Classici del Giallo Mondadori n. 1293)
- 2012 - Come una palla di fuoco (in appendice a I Classici del Giallo Mondadori n. 1309)
- 2020 - L'aiuto verrà dal piccolo uomo (in appendice a Urania n. 1674, Mondadori)
- 2020 - Gli occhi del mondo (nell'antologia Dark graffiti di Delos Digital)
- 2021 - Mangiatempo (in Temponauti, Millemondi Urania n. 90, Mondadori)
- 2022 - Un bel dì vedremo (in Ancora il mondo cambierà, a cura di Franco Ricciardiello, Delos Digital)
- 2022 - L'uomo che rubava baci ai ricordi (in A Roma Prati, Edizioni della Sera)
- 2022 - El fantasma (in Rintocchi dal Buio, Scatole Parlanti)

#### Saggistica (in ebook)
- 2015 - Esercizi di Stile (Delos Digital)
- 2015 - Andiamo all'Opera: Tosca (Delos Digital)
- 2015 - Andiamo all'Opera: La Traviata (Delos Digital)
- 2015 - Andiamo all'Opera: L'Elisir d'Amore (Delos Digital)
- 2015 - Andiamo all'Opera: Il Barbiere di Siviglia (Delos Digital)
- 2018 - Come fare editing (Delos Digital)
- 2019 - Scrivere fantasy (Delos Digital)

### Pubblicazioni a nome Rey Molina

#### Romanzi serie El Asesino
- 2013 - Confine di sangue (Segretissimo Mondadori n. 1601)
- 2015 - Protocollo Pekić (Segretissimo Mondadori n. 1623)
- 2018 - La collina dei trafficanti (Segretissimo Mondadori Extra n. 9)
- 2019 - Il codice del Führer (Segretissimo Mondadori Extra n. 13)
- 2021 - Un'ora per non morire (Segretissimo Mondadori n. 1657)
- 2022 - Medusa uccide ancora (Segretissimo Mondadori Extra n. 25)

#### Racconti serie El Asesino
- 2012 - Mai più di un colpo (In appendice a Segretissimo Mondadori n. 1583)
- 2012 - Io sono la fine del mondo (Writers Magazine Italia, Delos Books)
- 2013 - Hasta luego, Nicaragua (In appendice a Segretissimo Mondadori n. 1598)
- 2013 - Tre volte morto (In appendice a Segretissimo Mondadori n. 1606)
- 2015 - Segreto di ghiaccio (Segretissimo Mondadori Special n. 40, Aa. Vv., "Noi Siamo Legione")
- 2022 - L'ombra dell'assassino (Segretissimo Mondadori n. 1666, Aa. Vv., "Big Wolf")

### Teatro
- 2018 - Avrei voluto essere, regia di Davide Giacinti, con Valentina Corti e Massimo Izzo
- 2018 - Lui torna sempre, regia di M. Falconi e A. Franco, con Monica Falconi
- 2019 - A come... Anvedi Giulia, regia di M. Falconi e A. Franco, con Monica Falconi
- 2020 - Nessuno dimentica i folli (monologo breve), regia di M. Ballanti, con M. Falconi